# Matías Cano
Matías Nicolás Cano (Adrogué, Provincia de Buenos Aires, Argentina, 20 de abril de 1986) es un futbolista profesional argentino que se desempeña como guardameta y actualmente juega en el Real Pilar Fútbol Club de la Primera B.

## Trayectoria
Matías Cano realizó divisiones inferiores en el Club Atlético Lanús, completando su proceso formativo en el Club Atlético Temperley, donde debutó en la temporada 2005-2006. En este plantel coincidiría con Cristian Aldirico, quien años más tarde se convertiría en uno de los entrenadores más trascendentes de su carrera.
En 2008, en busca de continuidad, se convirtió en refuerzo de Huracán de Comodoro Rivadavia, uno de los clubes más importantes de dicha provincia, con los que afrontaría el Torneo Argentino C, consiguiendo el ascenso meses más tarde. Se mantuvo en el club hasta 2010, cuando recibió el llamado de Cristian Aldirico, por ese entonces entrenador de la UAI Urquiza.
En el Furgón permaneció seis años, alcanzando el histórico ascenso desde la Primera C a la B Metropolitana y consolidando al equipo en dicha categoría. Durante su estadía en dicho club, fue el portero titular indiscutido, llegando a disputar más de 150 partidos, un récord histórico para la institución.
A mediados de 2016, ya con un ciclo cumplido, decidió buscar nuevos rumbos, que lo tuvieron cerca de llegar a Club Atlético Talleres, equipo recién ascendido a la Primera B Metropolitana de la mano de Cristian Aldirico, pero un ofrecimiento del San Luis de Quillota, de la Primera División de Chile, terminó decidiendo su futuro.
A inicios del 2018 fichó por Coquimbo Unido, llegando a ser capitán del club y donde ganó los torneos de Primera B 2018 y Primera B 2021. Además, participó en la Copa Sudamericana 2020, instancia en la que el elenco aurinegro llegó a semifinales. 
El 22 de diciembre de 2021, Cano fue confirmado como nuevo fichaje de Cobreloa para la temporada 2022 de la Primera B de Chile. 
Tras su paso por el club loino, en 2023 fue confirmado por el Cuniburo F. C. de la Serie B de Ecuador, estando en ese equipo hasta fin de año. 
El 3 de julio de 2024, tras pasar un semestre sin club, donde incluso se habló de un posible retiro del jugador, Cano se sumó a Real Pilar. Con el Monarca logró establecer un récord de imbatibilidad en la categoría, llegando a 1123 minutos sin recibir goles.  Con el equipo lograría además el título de Primera C 2024, logrando el ascenso a Primera B. 

## Vida Personal
Es conocido por haber apoyado al Partido Comunista de Chile tras acercarse a las Juventudes Comunistas de Quillota en 2016 durante su paso como portero por San Luis. Asimismo, dio a conocer que posee una biblioteca personal de 500 libros orientados a temas sociales y políticos. 

## Estilo de juego
Matías Cano se destaca por su extraordinario juego con los pies, su lectura de juego, velocidad, uno contra uno y precisión en pases largos. Estas características, de las más buscadas en un portero en el fútbol moderno, lo han llevado a resaltar tanto en Chile como en su país. Suele ser opción de pase para sus compañeros, además de la primera salida en la elaboración de juego, lo que permite que su equipo mantenga un alto porcentaje de posesión de balón. Es un portero que normalmente toma riesgos y juega adelantado, procurando interceptar los ataques del rival de manera que su equipo pueda recuperar el balón prontamente y presionar constantemente en zona alta. Estas acciones han llevado a que se le denomine como un "arquero-líbero"y ha tenido muestras notables de su estilo como cuando en un partido frente al Deportivo Morón logró despejar un remate que lo encontró adelantado con una acrobática chilena y también el un partido de la Primera B de Chile el 2018 contra Magallanes con un manotazo en la línea. Ha reconocido que uno de sus referentes es el portero argentino de los Tigres UANL Nahuel Guzmán.

## Clubes
| Club                          | País      | Año           |
| ----------------------------- | --------- | ------------- |
| Temperley                     | Argentina | 2005-2007     |
| Huracán de Comodoro Rivadavia | Argentina | 2008-2010     |
| UAI Urquiza                   | Argentina | 2011-2016     |
| San Luis de Quillota          | Chile     | 2016-2017     |
| Crucero del Norte             | Argentina | 2017          |
| Coquimbo Unido                | Chile     | 2018-2021     |
| Cobreloa                      | Chile     | 2022          |
| Cuniburo                      | Ecuador   | 2023          |
| Real Pilar                    | Argentina | 2024-presente |

## Palmarés

### Campeonatos nacionales
| Título    | Club           | País      | Año  |
| --------- | -------------- | --------- | ---- |
| Primera B | Coquimbo Unido | Chile     | 2018 |
| Primera B | Coquimbo Unido | Chile     | 2021 |
| Primera C | Real Pilar     | Argentina | 2024 |